# Temnostoma vespiforme
Espèce
Temnostoma vespiforme, la milésie vespiforme, est une espèce d'insectes diptères du sous-ordre des Brachycera (les Brachycera sont des mouches muscoïdes aux antennes courtes), de la famille des Syrphidae, de la sous-famille des Eristalinae, de la tribu des Milesiini (les milésies).

## Synonymie
- Milesia excentrica Say, 1835
- Musca vespiformis Linnaeus, 1758
- Temnostoma aequalis Loew, 1864

## Distribution
Espèce holarctique ; quoique peu abondante, on peut la trouver dans presque toute l'Europe continentale (sauf dans les régions les plus méridionales), de l'Espagne à la Norvège, à la Russie.

## Description

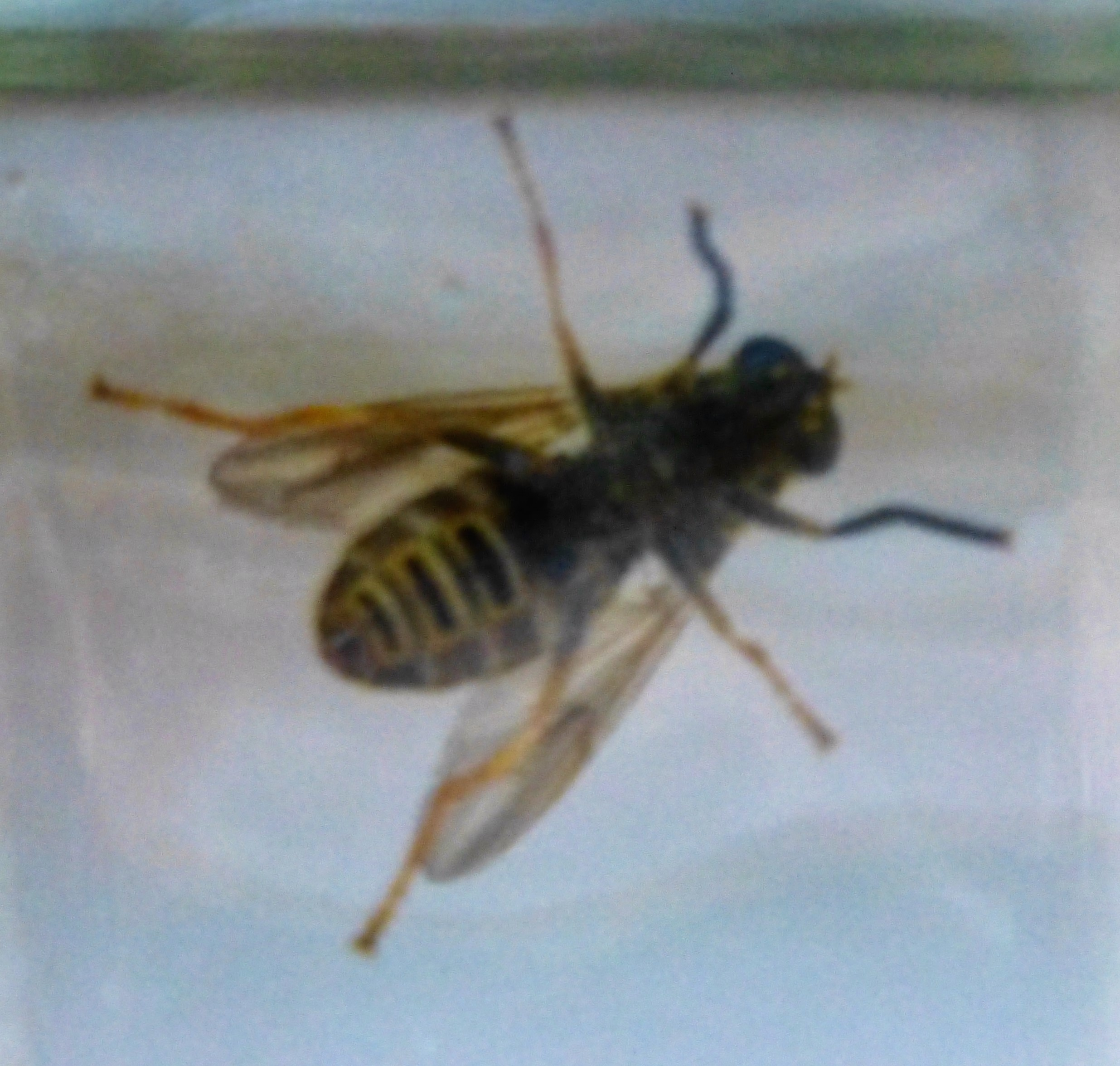
Milésie vespiforme vue ventrale

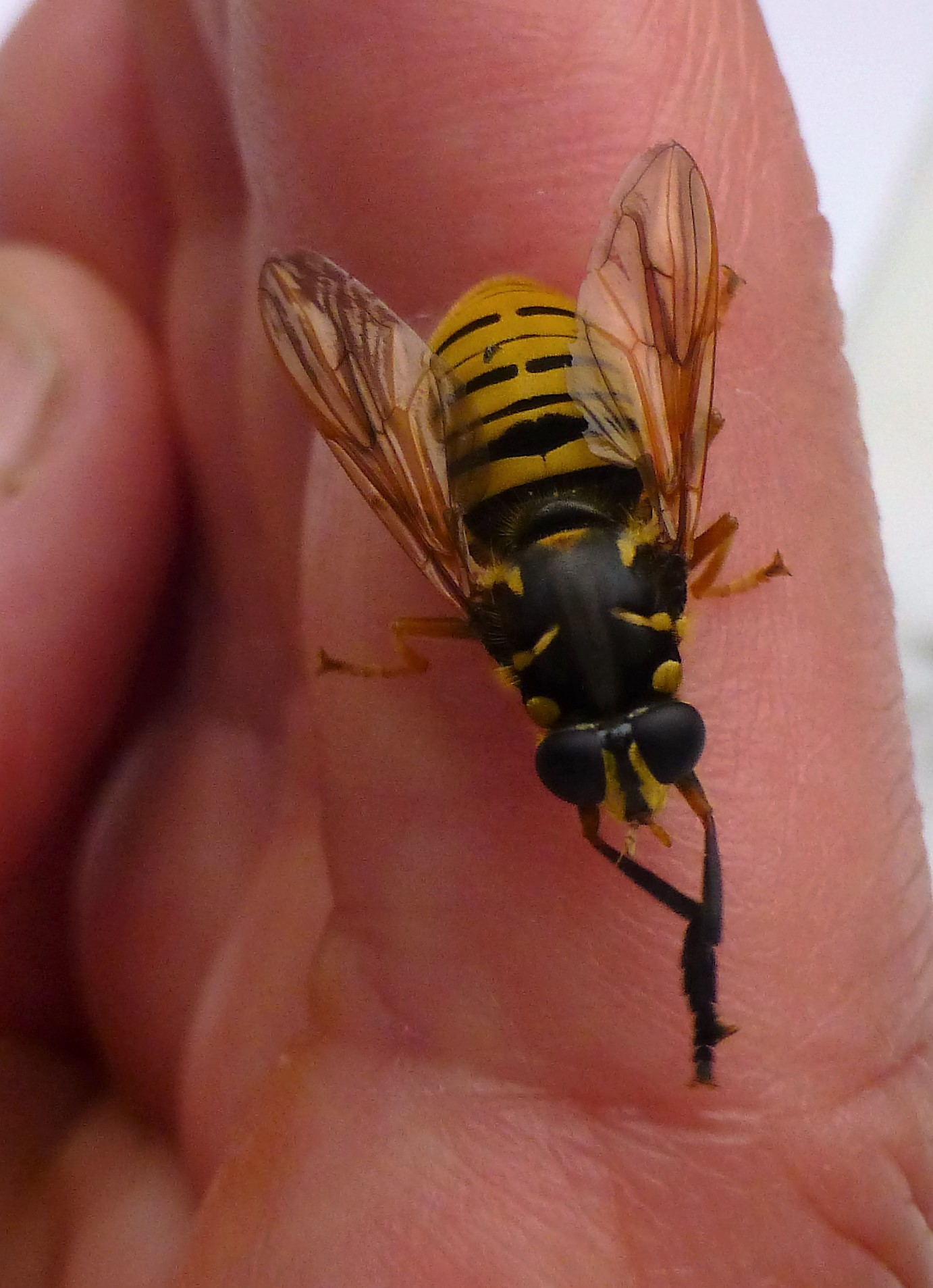
La même milésie vespiforme femelle occupée à se toiletter

Corps long d'environ 15 mm, abdomen jaune rayé de noir, prothorax noir orné de 6 petites taches jaunes (les deux médianes allongées), pattes antérieures noires, ailes aux nervures marquées de brun.
Mâle aux gros yeux à facettes adjacents, femelle aux yeux plus petits, écartés.
Comme l'indique le nom d'espèce vespiforme, ce diptère inoffensif ressemble fortement à une guêpe aussi bien par sa morphologie que par ses attitudes (cas de mimétisme batésien).

## Larve
Vit dans le bois pourrissant de feuillus, dont elle contribue à la dégradation.